# Karmette

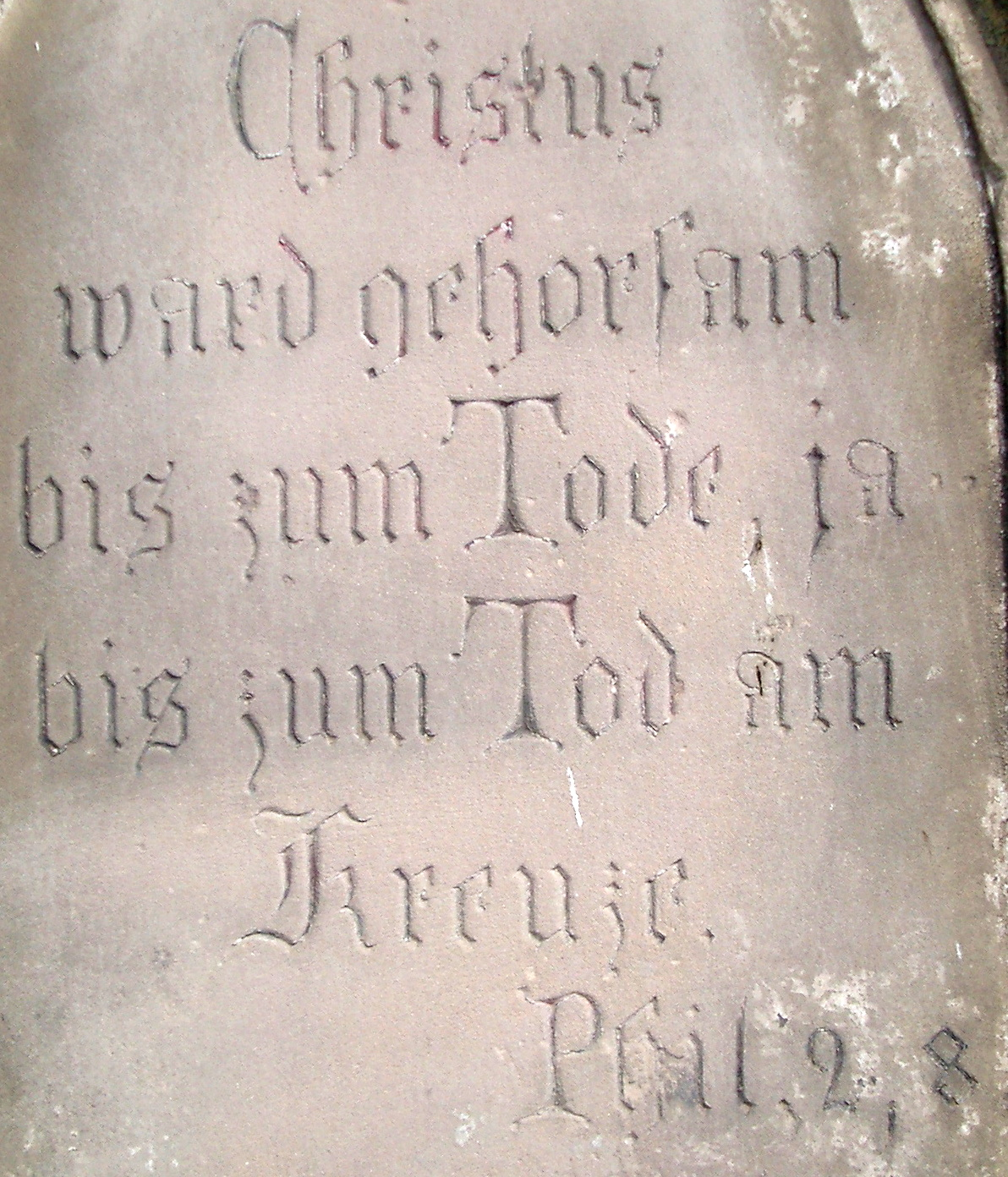
„Christus ward gehorsam bis zum Tode, ja bis zum Tod am Kreuze.“
Antiphon in den Karmetten.

Karmette, auch Trauermette, älter auch Tenebrae, ist die Bezeichnung der Matutin des kirchlichen Stundengebets an den drei Kartagen Gründonnerstag, Karfreitag und Karsamstag. 

## Bezeichnung und Brauchtum

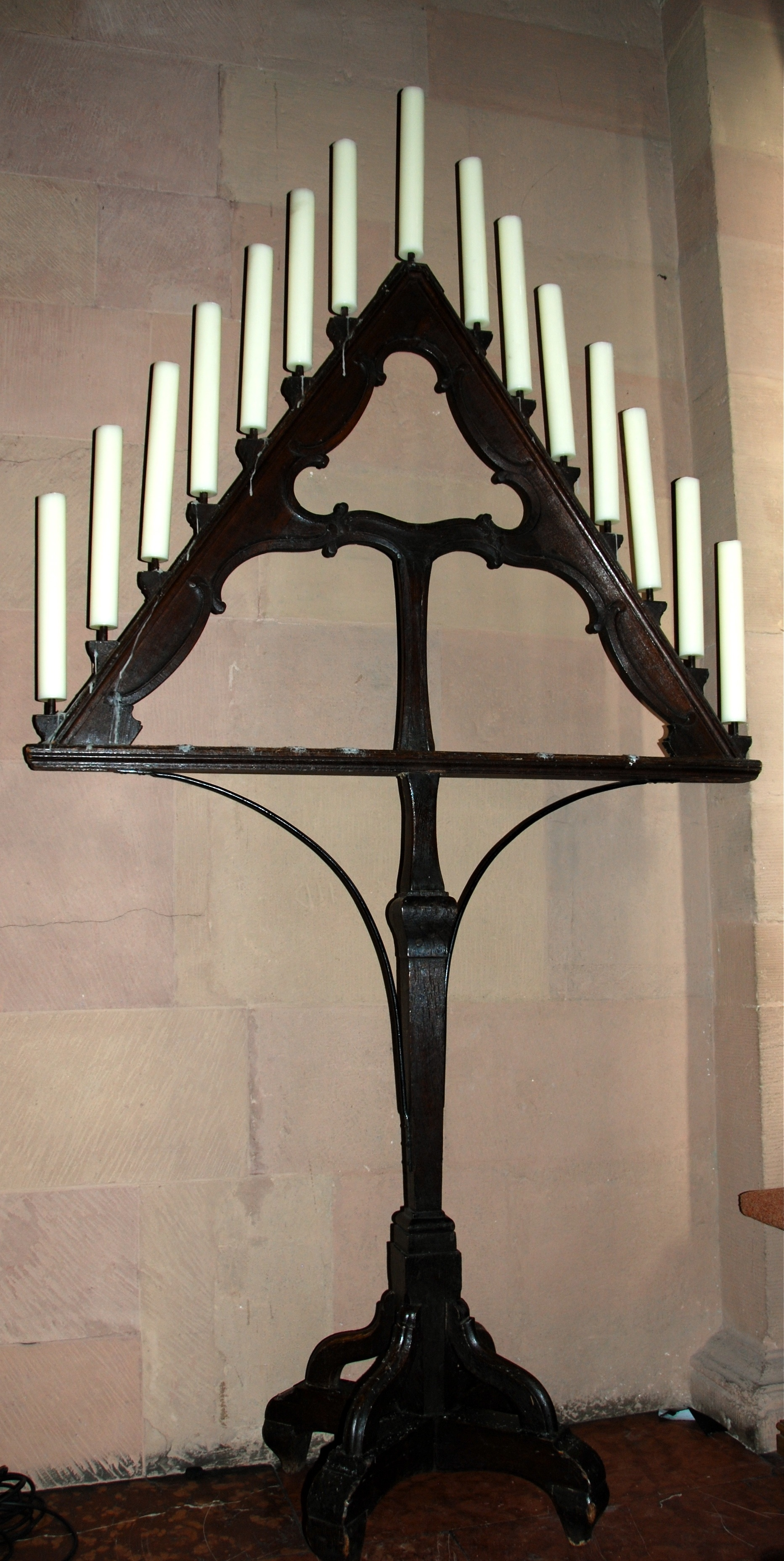
Tenebrae-Leuchter im Mainzer Dom

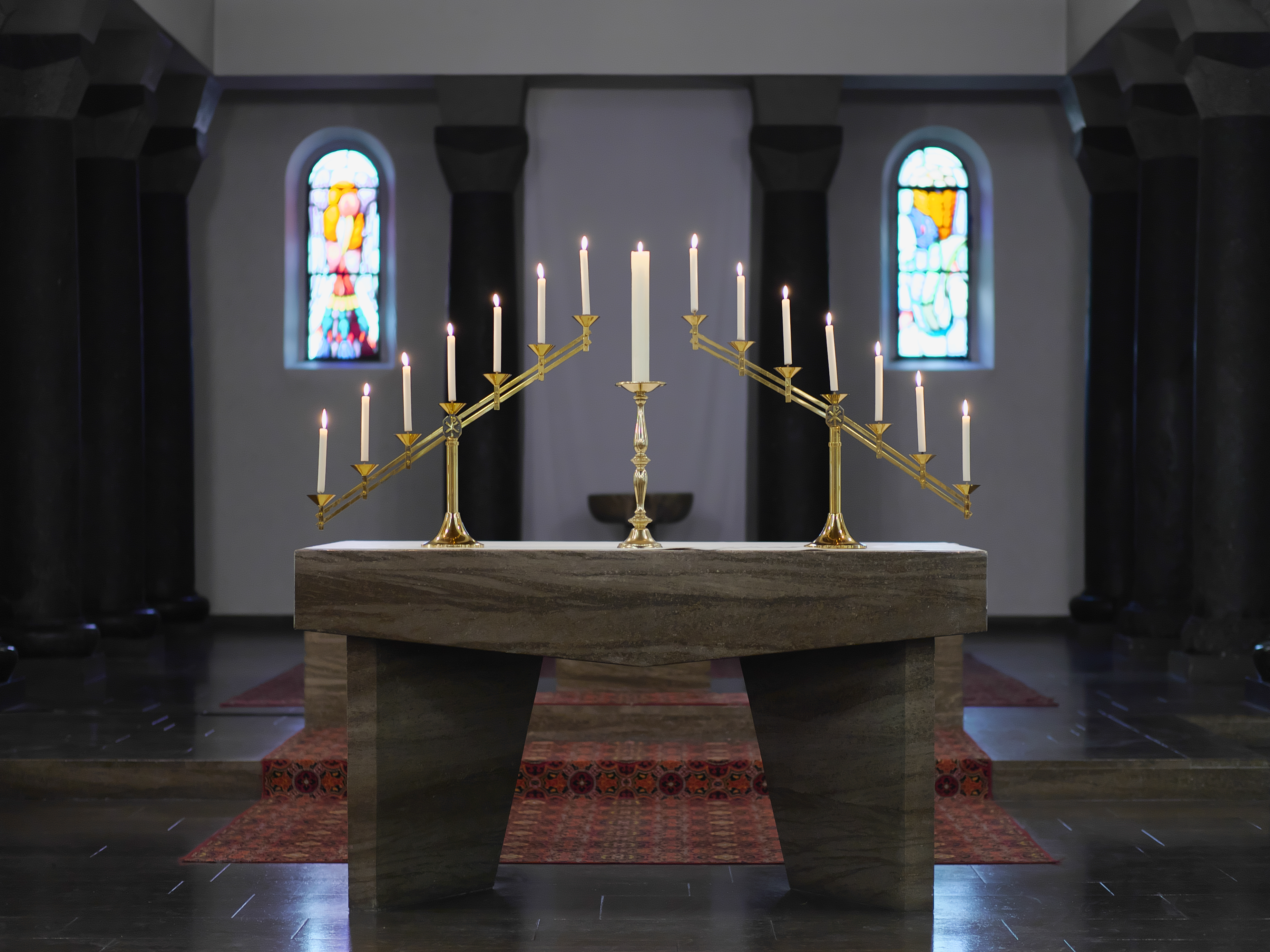
Zwei um die große Christuskerze symmetrisch angeordnete Tenebrae-Leuchter auf dem Altar einer Kirche mit 14 brennenden Kerzen zu Beginn einer Karmette

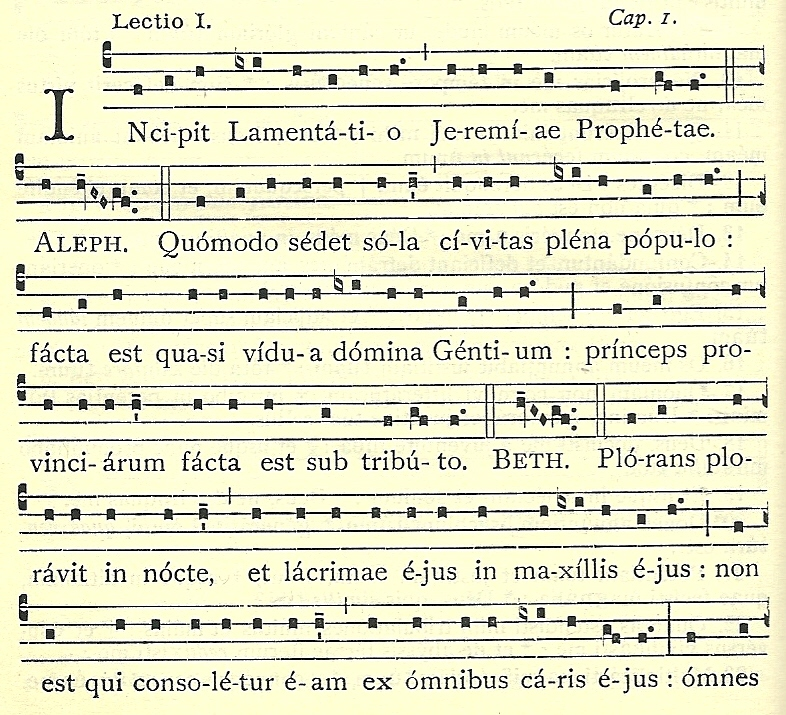
Klagelieder des Jeremia, Anfang der ersten Lesung der ersten Nokturn am Gründonnerstag

Vinea mea, drittes Responsorium der ersten Nokturn am Karfreitag

Mette wie auch Matutin sind Ableitungen von der lateinischen (hora) matutina, der Morgenstunde. Die Karmetten werden auch Tenebrae (von lateinisch für Dunkelheit, wörtlich Schatten), Finstermette oder düstere Mette genannt. Jener Name leitet sich womöglich vom Anfang des fünften Responsoriums am Karfreitag Tenebrae factae sunt oder den Evangelien des Tages ab (Mt 27,45  / Mk 15,33  / Lk 23,44 ).
Die Karmetten finden in der dunklen, schmucklosen Kirche statt; nach der Messfeier am Abend des Gründonnerstag werden alle Kerzen, Blumen und Decken von den Altären entfernt, um die Todesangst Jesu am Ölberg, seine Entblößung und das Geschehen der Passion zu reflektieren.
Traditionsgemäß befinden sich während der Karmette ein Lichtrechen (Tenebrae-Leuchter) oder zwei symmetrisch angeordnete Leuchter auf dem Altar oder im Chorraum, die jeweils sieben ansteigend angeordnete Kerzen tragen und somit ein Dreieck bilden. Die vierzehn Kerzen gelten als Symbole für elf Apostel und drei Marien: Maria Kleophae, Maria Salome und Maria von Magdala. Zusätzlich kann als Symbol für Christus eine meist größere Kerze in der Mitte brennen. Zu Beginn des Gottesdienstes brennen alle Kerzen. Nach jedem Psalm oder jeder Lesung wird eine Kerze gelöscht. Am Schluss des Gottesdienstes brennt gegebenenfalls die Christuskerze, diese kann am Karsamstag als Zeichen für den im Grab liegenden Christus gelöscht werden.
Frühere Riten wie das Stampfen bzw. das rituelle Schlagen oder Klopfen des Zeremonienmeisters auf Kirchenbänke am Ende der Feier sind nicht mehr üblich. Das Stampfen symbolisierte das Herannahen der Häscher des Hohen Rats. Der Lärm brachte den Tumult bei der Gefangennahme und das Erdbeben beim Tod Christi, später auch die Empörung über den Verrat des Judas Iskariot zum Ausdruck.
Regional wurde diese Feier auch als sogenannte Pumper- oder Rumpelmette am jeweiligen Vorabend begangen. Mit der Neuordnung der Feier der Karwoche durch Papst Pius XII. wurde die Gestalt der Karmetten geändert; sie werden nunmehr stets am frühen Morgen der entsprechenden Kartage gefeiert.

## Liturgie

### Vorkonziliare Form
Vor der Liturgiereform des Zweiten Vatikanischen Konzils war die Feier der Trauermetten durch die Dreizahl geprägt: In drei aufeinander folgenden Nächten versammelte man sich zum Gesang der Mette, die aus je drei Nokturnen bestand. Jede Nokturn hatte neben dem still gebeteten Vaterunser drei variable Elemente: Psalm, Lesung, Responsorium. Jedes dieser drei Elemente kam in jeder Nokturn dreimal vor: drei Psalmen, drei Lesungen und drei Responsorien.
Im Liber Usualis wird folgender Ablauf angegeben:
| Vorkonziliare Form nach dem Liber Usualis | Gründonnerstag      | Karfreitag                                | Karsamstag     |
| erste Nokturn                             |                     |                                           |                |
| ----------------------------------------- | ------------------- | ----------------------------------------- | -------------- |
| erster Psalm +1                           | Ps 69               | Ps 2                                      | Ps 4           |
| zweiter Psalm +2                          | Ps 70               | Ps 22                                     | Ps 15          |
| dritter Psalm +3                          | Ps 71               | Ps 27                                     | Ps 26          |
| erste Lesung mit Responsorium 4           | Klgl 1,1–5          | Klgl 2,8–11                               | Klgl 3,22–30   |
| zweite Lesung mit Responsorium 5          | Klgl 1,6–9          | Klgl 2,12–15                              | Klgl 4,1–6     |
| dritte Lesung mit Responsorium 6          | Klgl 1,10–14        | Klgl 3,1–9                                | Klgl 5,1–11    |
| Pater noster (still)                      |                     |                                           |                |
| zweite Nokturn                            |                     |                                           |                |
| erster Psalm +7                           | Ps 72               | Ps 38                                     | Ps 23          |
| zweiter Psalm +8                          | Ps 73               | Ps 40                                     | Ps 27          |
| dritter Psalm +9                          | Ps 74               | Ps 54                                     | Ps 30          |
| erste Lesung mit Responsorium 10          | Augustinus (1)      | Augustinus (4)                            | Augustinus (7) |
| zweite Lesung mit Responsorium 11         | Augustinus (2)      | Augustinus (5)                            | Augustinus (8) |
| dritte Lesung mit Responsorium 12         | Augustinus (3)      | Augustinus (6)                            | Augustinus (9) |
| Pater noster (still)                      |                     |                                           |                |
| dritte Nokturn                            |                     |                                           |                |
| erster Psalm +13                          | Ps 75               | Ps 59                                     | Ps 54          |
| zweiter Psalm +14                         | Ps 76               | Ps 88                                     | Ps 76          |
| dritter Psalm +15                         | Ps 77               | Ps 77                                     | Ps 88          |
| erster Lesung mit Responsorium 16         | 1 Kor 11,17–22      | Heb 9,11–14                               | Heb 4,11–15    |
| zweite Lesung mit Responsorium 17         | 1 Kor 11,23–26      | Heb 9,15–18                               | Heb 4,11–15    |
| dritte Lesung mit Responsorium 18         | 1 Kor 11,27–34      | Heb 9,19–22                               | Heb 4,11–15    |
| Pater noster (still)                      |                     |                                           |                |
| Laudes                                    |                     |                                           |                |
| erster Psalm +19                          | Ps 51               | Ps 51                                     | Ps 51          |
| zweiter Psalm +20                         | Ps 90               | Ps 143                                    | Ps 92          |
| dritter Psalm +21                         | Ps 36               | Ps 85                                     | Ps 64          |
| AT-Canticum mit Responsorium 22           | Ex 15,1–19          | Hab 3,2–19                                | Jes 38,10-20   |
| Lob-Psalm +23                             | Ps 147              | Ps 147                                    | Ps 150         |
| Canticum aus dem NT 24                    | Lk 1,68–79          | Lk 1,68–79                                | Lk 1,68–79     |
| Antiphon:                                 | Christus factus est | Christus war für uns gehorsam bis zum Tod | Phil 2,8–9 .   |

### Nachkonziliare Formen
Nach dem  Zweiten Vatikanischen Konzil bildeten sich verschiedene Formen der Karmette heraus. Als Beispiel ist der Ablauf nach dem Stundenbuch angeführt. 
| Liturgischer Text                          | Gründonnerstag                                           | Karfreitag                                               | Karsamstag                                               |
| ------------------------------------------ | -------------------------------------------------------- | -------------------------------------------------------- | -------------------------------------------------------- |
| Invitatorium                               | Ps 95                                                    | Ps 24                                                    | Ps 67                                                    |
| Hymnus                                     |                                                          |                                                          |                                                          |
| erster Psalm                               | Ps 69,2–13                                               | Ps 2,6–9                                                 | Ps 4                                                     |
| zweiter Psalm                              | Ps 69,14–22                                              | Ps 22,2–23                                               | Ps 16                                                    |
| dritter Psalm                              | Ps 69,30–37                                              | Ps 38                                                    | Ps 24                                                    |
| erste Lesung mit Responsorium              | Jer 15,10–21                                             | Jer 16,1–15                                              | Jer 20,7–18                                              |
| zweite Lesung mit Responsorium             | Ephräm der Syrer                                         | Leo der Große                                            | Meliton von Sardes                                       |
| Canticum 1                                 | Jer 14,17b–21                                            | Jer 14,17b–21                                            | Jer 14,17b–21                                            |
| Canticum 2                                 | Ez 36,24–28                                              | Ez 36,24–28                                              | Ez 36,24–28                                              |
| Canticum 3                                 | Klgl 5,1–7.15–15-17.19–21                                | Klgl 5,1–7.15–15-17.19–21                                | Klgl 5,1–7.15–15-17.19–21                                |
| Evangelium                                 | Joh 13,1–15                                              | Mt 27,1–2.11–56 / Mk 15,1–41 / Lk 23,1–49                | Mt 27,57–61 / Mk 15,42–47 / Lk 23,50–56                  |
| Laudes                                     |                                                          |                                                          |                                                          |
| erster Psalm                               | Ps 80                                                    | Ps 51                                                    | Ps 64                                                    |
| Canticum                                   | Jer 12,1–6                                               | Hab 3,2–4.13a.15–19                                      | Jes 38,10–war.14cd.17–20                                 |
| zweiter Psalm                              | Ps 81                                                    | Ps 147,12–20                                             | Ps 150                                                   |
| Lesung                                     | Heb 2,9b–10                                              | Jes 52,13–15                                             | Hos 6,12                                                 |
| Responsorium/Antiphon                      | Responsorium vom Tage: Christus factus est (Phil 2,8–9 ) | Responsorium vom Tage: Christus factus est (Phil 2,8–9 ) | Responsorium vom Tage: Christus factus est (Phil 2,8–9 ) |
| Benedictus – Preces – Vater unser – Oratio |                                                          |                                                          |                                                          |

Das Gotteslob von 2013 und das Münchener Kantorale schlagen diese einfache Form vor:
| Liturgischer Text      | Karfreitag                                            | Karsamstag                                            |
| ---------------------- | ----------------------------------------------------- | ----------------------------------------------------- |
| Invitatorium           | Ps 95                                                 | Ps 95                                                 |
| Hymnus                 | Gotteslob Nr. 299 („Der König siegt“ = Vexilla regis) | Gotteslob Nr. 427 („Herr, deine Güte“ nach Psalm 36 ) |
| erster Psalm           | Ps 2 VN                                               | Ps 4                                                  |
| zweiter Psalm/Canticum | Ps 142                                                | Jes 38,10–12.16.20                                    |
| dritter Psalm          | Ps 22                                                 | Ps 24                                                 |
| Lesung                 | Klgl 1,1–2;3,1–33                                     | Klgl 5,1–22                                           |
| Responsorium           | Christus Du Sohn des leb Gottes                       | –                                                     |
| Hymnus                 | –                                                     | Benedictus                                            |
| Oratio und ggf. Segen  | +                                                     | +                                                     |

## Musikalisches

### Klagelieder Jeremias
Die Lesungen der ersten Nokturn an jedem der drei Kartage waren den Klageliedern des Propheten Jeremia (Lamentationes) entnommen:
Die Klagelieder des Propheten Jeremia werden meist gesungen: im Originaltext wurden die Abschnitte mit hebräischen Buchstaben bezeichnet: die ihnen unterlegte Melodie wird als „liturgischer Seufzer“ gedeutet. Der Text wird im Tonus peregrinus gesungen. Die Abschnitte münden stets in den Ruf: Jerusalem, Jerusalem, convertere ad Dominum Deum tuum („Jerusalem, Jerusalem, kehr um zum Herrn, deinem Gott“).

### Miserere
Die abschließenden Laudes fahren fort mit  Psalmen und einem Canticum mit den dazugehörenden Antiphonen. Der erste Psalm der Laudes war vorkonziliar an allen drei Tagen, heute nur am Karfreitag, der 50. Psalm. Die Vertonung des Miserere von Allegri wirkt besonders durch den Kontrast zur vorausgehenden Gregorianik und Psalmodie.

### Antiphon
Der anschließenden Kurzlesung folgt statt des üblichen Responsoriums die feierliche Antiphon Christus factus est („Christus war für uns gehorsam bis zum Tod“, Phil 2,8–9 ).
Teilweise wurde der Text täglich um einen Halbsatz erweitert: (Gründonnerstag:) Christus ward für uns gehorsam bis zum Tod, (Karfreitag:) bis zum Tod am Kreuze. (Karsamstag:) Daher hat ihn Gott [über alle] erhöht und ihm den Namen verliehen, der größer ist als alle Namen.

### Liturgische Bücher
Vor allem an Kathedralkirchen werden am Morgen des Gründonnerstags, des Karfreitags und des Karsamstags die Karmetten mit der Gemeinde gefeiert; die Gesänge und Texte sind meist dem Münsterschwarzacher Antiphonale entnommen. Im Gotteslob finden sich Vorschläge für einfache Formen von Karmetten, auf die sich z. B. das Münchener Kantorale beziehen. Darüber hinaus enthält auch der Gotteslob-Diözesanteil der Diözese Rottenburg-Stuttgart entsprechende Texte und Vorschläge für den liturgischen Ablauf.

## Kompositionen
Die Tenebrae sind in der Geschichte der Kirchenmusik vielfach vertont worden. Es gibt Kompositionen  entweder nur der Klagelieder-Lesungen oder auch der Responsorien; zu den letzteren gehören Werke von Carlo Gesualdo (Tenebrae-Responsorien), Marc-Antoine Charpentier und Jan Dismas Zelenka. Heute am bekanntesten sind die Fassungen von Tomás Luis de Victoria und François Couperin (von diesem sind nur die ersten drei Nokturn erhalten). Auch das Miserere von Gregorio Allegri entstand für die Feier der Tenebrae als Vertonung des ersten Psalms der Laudes.
Der Text der Klagelieder wird unterschiedlich auf die jeweiligen Tage bzw. Nokturnen verteilt:
|        | Gregorianischer Gesang (Mittelalter) (zum Beispiel im Liber Usualis) |              |         |
| 1. Tag | 1:1–5                                                                | 1:6–9        | 1:10–15 |
| 2. Tag | 2:8–11                                                               | 2:12–15      | 3:1–9   |
| 3. Tag | 3:22–30                                                              | 4:1–6        | 5:1–11  |
|        | Carpentras (1539)                                                    |              |         |
| 1. Tag | 1:1–4                                                                | 1:5,4:1–2    | 1:11–13 |
| 2. Tag | 2:8–10                                                               | 2:11,1:14–15 | 4:10–12 |
| 3. Tag | 3:22–29                                                              | 1:8–9,2:17   | 5:1–7   |
|        | Orlando di Lasso (1584)                                              |              |         |
| 1. Tag | 1:1–3                                                                | 1:7–9        | 1:12–14 |
| 2. Tag | 2:8–10                                                               | 2:13–15      | 3:1–9   |
| 3. Tag | 3:22–30                                                              | 4:1–3        | 5:1–6   |
|        | Marc-Antoine Charpentier (Ende 17. Jahrhundert)                      |              |         |
| 1. Tag | 1:1–5                                                                | 1:6–9        | 1:10–14 |
| 2. Tag | 2:8–11                                                               | 2:12–15      | 3:1–9   |
| 3. Tag | 3:22–30                                                              | 4:1–6        | 5:1–11  |
|        | Jan Dismas Zelenka (1722)                                            |              |         |
| 1. Tag | 1:1–5                                                                | 1:6–9        | (fehlt) |
| 2. Tag | 2:8–11                                                               | 2:12–15      | (fehlt) |
| 3. Tag | 3:22–30                                                              | 4:1–6        | (fehlt) |